# كارلوس بادروس
كارلوس بادروس (بالإسبانية: Carlos Padrós) (9 نوفمبر 1870، 30 ديسمبر 1950)، أحد رؤساء ريال مدريد من 1904 إلى 1908 وأيضاً كان أحد مؤسسي النادي وقد تم منحه العضوية الشرفية بعد انتهاء ولايته من قبل الرئيس الذي خلفه أدولفو ملينديز. وخلال ولايته أحرز الفريق بطولة كأس الملك أربعة مرات على التوالي. كان بادروس هو من اقترح إنشاء بطولةٍ في إسبانيا بمناسبة تتويج ألفونسو الثالث عشر حيث تحقق ذلك في عام 1902 والتي سُميت فيما بعد ببطولة كأس ملك إسبانيا.